# Perlak
Perlak (horvátul Prelog) város és község Horvátországban, Muraköz megyében.

## Fekvése
Csáktornyától 15 km-re keletre a Dráva bal partján fekszik. Perlak mellett a községhez tartoznak Csehlaka, Drávaegyház, Drávafüred, Drávasiklós, Henisfalva, Ligetvár és Ottok falvak.

## Története
A régészeti leletek tanúsága szerint területén már a bronzkorban és a vaskorban is éltek emberek. A rómaiak az 1. században foglalták el ezt a vidéket. A 3. században villa rustica épületegyüttes állt itt.
A 13. században a Muraközben főként német királyi hospesek telepedtek le, akiknek a kézművesség és kereskedelem fellendítése volt a feladata. Perlakot 1264-ben említik először a Rátold nembeli Roland horvát bán oklevelében "Prelak" alakban. Az oklevél keltének napja december hatodika ma a város ünnepnapja. 1334-ben a Zágrábi egyházmegye oklevele megemlíti a Muraköz 11 egyházközsége között a perlakit is. A település 1461-ben "Perlak", 1478-ban "Prilakh" néven szerepel oklevélben. 1480-ban Mátyás király táborozott itt seregével. Ekkor már oppidumként, azaz mezővárosként említik. Révje a Ludbregi, majd a Bitovecz családé volt.
A település akkor lett kereskedelmi központ, amikor 1546-ban a Zrínyi család tulajdonába került. Amikor 1671-ben Zrínyi Pétert felségárulásért kivégezték sokan elmenekültek tartva az idegen hadak pusztításától. 1716-tól a lakosság száma újra növekedni kezdett és a növekedés folyamatos volt a 20. század közepéig. Egy 1750-es útleírás szerint Perlak nagy és népes város, forgalmas utcákkal és sok kis szalmatetős faházzal. Ebben az időben a régió legfejlettebb kézműves központja volt. A 18. század közepén már iskolája is működött. 1761-ben felépült a barokk Szent Jakab templom is. A 18. században két fontos gazdasági esemény történt a településen. Az első a királyi só raktár, a másik a selyemgyár alapítása, mely a Muraköz első jelentős ipari üzeme volt és 1848-ig működött. 1786-ban az első népszámlálás során Perlakon 1729 lakost számláltak. Csáktornyán ugyanekkor csak 1048 lakos élt. A 19. század közepére  Perlak a Muraköz legjelentősebb települése lett, a lakosság, a kézművesek, a céhek és az üzletek számát tekintve is a Muraköz kereskedelmi és gazdasági központja.
Vályi András szerint „ PERLAK. Prelok. Elegyes horvát Mezőváros Szala Vármegyében, földes Ura Gróf Álthán Uraság, lakosai katolikusok, fekszik Horvát Országnak széle felé, sóház is van benne, határja a’ természetnek szép javaival bővelkedik, első osztálybéli.”
A város fejlődése azonban a 19. század második felében érthetetlenül megtorpant, a vasútvonal elkerülte, ezért távol esett a Budapestet Fiuméval összekötő kereskedelmi útvonaltól. Ez az ipari termelés visszaeséséhez vezetett. Az első bank 1873-ban nyílt meg és a század végére a lakosság  száma 4000 körül volt. 1905-ben megalapították a perlaki takarékpénztárat.
A 20. század elején is folytatódott a visszaesés, a város elveszítette korábbi közigazgatási hatáskörét. 1910-ben 4518 lakosából 3754 horvát, és 713 magyar volt. A trianoni békeszerződésig Zala vármegye Perlaki járásának székhelye volt. 1918-ban a Szerb–Horvát–Szlovén Királysághoz, majd  Jugoszláviához tartozott. 1941 és 1945 között visszakerült Magyarországhoz. 1990-ben a független Horvátország része lett. 1997-ben újra városi rangot nyert. 2001-ben Lakosainak száma 4288, a hozzá tartozó településekkel 7871 lakosából 7738 horvát volt. Ma a lakosság több mint 50%-a az iparból, 23 %-a kereskedelemből és vendéglátásból, 18 %-a mezőgazdaságból  él. A városban bíróság, iskola, sport és tűzoltó egyesületek, rendőrség működik. A város folyamatosan bővül és fejlődik.

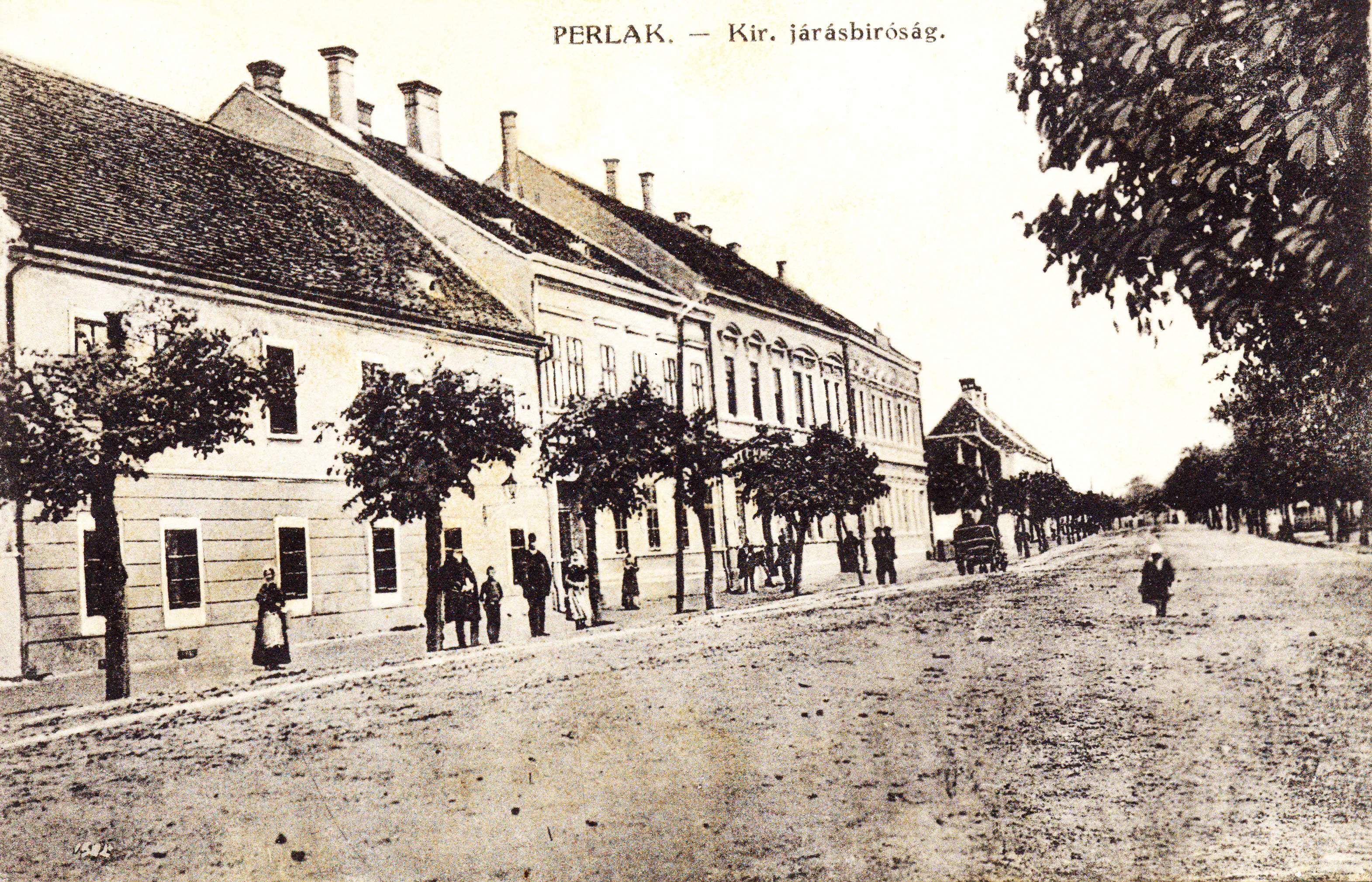
1885-ben kezdte meg működését a királyi járásbíróság

## Nevezetességei
- Szent Jakab tiszteletére szentelt római katolikus plébániatemploma[4] 1758 és 1761 között épült barokk stílusban. Építői stájer mesterek voltak. A főoltár Koeniger grazi szobrászművész munkája. Két mellékoltára Szent József és Nepomuki Szent János tiszteletére van szentelve, a 19. században készültek neogótikus stílusban.
- A plébániát 1768-ban építették.
- A településen több 18. századi szobor is áll, melyeket Szent Flórián, Szent Lőrinc, a Szent Család és a Szenvedő Krisztus tiszteletére emeltek.

## A Perlaki járás főszolgabírái és szolgabírái

### Főszolgabírak
- Kostyál Ferenc (1885. szeptember 14. -1895. szeptember 1.)
- Kovács Rezső 1895. szeptember 1.- 1907. december 16.)
- dr Sághváry Jenő (1907. december 16. -1914. szeptember 14.)
- Gájássy Lajos (1914. szeptember 14. - 1919. október 1.)

1919. október 1. és 1941. augusztus 18. a Szerb–Horvát–Szlovén Királyság hatásköréhez tartozott.
- hertelendi és vindornyalaki dr. Hertelendy Ferenc (1941. augusztus 18. - 1943. február 15.)
- ifj forintosházi dr. Forintos Géza (1943. április 17. -1945. március)

### Szolgabírai
- Kollay Rókus (1872. január 9. -	1876. június 20.)
- Jankovich József (1876 második fele - 1878. január 4.)
- Terbócz Emil (1878. január 4.- 1880. december 15.) "segédszolgabíró"
- Kostyál Ferenc (1880. december 15. - 1885. szeptember 14.) "segédszolgabíró"
- Csesznák József (1878. január 4. - 1883. december 17.)
  - Kónyáry Mihály 	(1883. december 18.- 1885. augusztus 22.)
  - Szmodics Viktor (1885. szeptember 14.-1887. április 4.) "segédszolgabíró"
- Sólyomy Tivadar (1887. április 4. - 1895. december 17.)
- Bölcs Sándor (1895. december 17. - 1898. november)
- Unger (Karácsony) Kálmán (1898. november - 1899. november)
- Sólyomy Tivadar 1899. november - 1904. szeptember 12.)
- Mezriczky Jenő (1904. szeptember - 1905. március 1.)
- Szilágyi Dezső (1905. március 9. - 1905. június 1.)
- bessenyői és velikei dr. Skublics Gábor (1905. május 8. - ?)
- Gájássy Lajos (1910-es évek első fele)
- hertelendi és vindornyalaki Hertelendy József (1910-es évek közepe)
- Polgár Ferenc 	(1910-es évek második fele)
- dr.Kovács Jenő  (? - 1918. december 1.)

1919. október 1. és 1941. augusztus 18. a Szerb–Horvát–Szlovén Királyság hatásköréhez tartozott.
- dr. Beznicza István (1941. augusztus 19. - 1942. október 15.)
- dr. Monostori Tibor (1943. március 15. - 1945. április 1.)
- dr. Mesterházy István (1943. szeptember 1. - 1944. augusztus 8.)

## Ismert személyek
- Itt született 1901-ben Szabó Gyula jogász, cserkésztiszt, magyarországi országgyűlési képviselő.

## Külső hivatkozások
- Perlak város hivatalos oldala
- Horvátország kulturális emlékei